# Kanton Sabarthès
 Sabarthès  is een kanton van het Franse departement Ariège. Het kanton maakt deel uit van het arrondissement Foix.
In 2020 telde het 11.384 inwoners.

Het kanton werd gevormd ingevolge het decreet van 18 februari 2014 , met uitwerking op 22 maart 2015, met Tarascon-sur-Ariège als hoofdplaats.

## Gemeenten
Het kanton omvatte 32 gemeenten bij zijn oprichting.
Op 1 januari 2019 werden de gemeenten Goulier, Sem, Suc-et-Sentenac en Vicdessos samengevoegd tot de fusiegemeente (commune nouvelle) Val-de-Sos.
Sindsdien omvat het kanton volgende gemeenten:
- Alliat
- Arignac
- Arnave
- Auzat
- Bédeilhac-et-Aynat
- Bompas
- Capoulet-et-Junac
- Cazenave-Serres-et-Allens
- Celles
- Génat
- Gestiès
- Gourbit
- Illier-et-Laramade
- Lapège
- Lercoul
- Mercus-Garrabet
- Miglos
- Montoulieu
- Niaux
- Orus
- Prayols
- Quié
- Rabat-les-Trois-Seigneurs
- Saint-Paul-de-Jarrat
- Saurat
- Siguer
- Surba
- Tarascon-sur-Ariège
- Val-de-Sos